# Rue Andrieux (Reims)
Pour les articles homonymes, voir Rue Andrieux.
La rue Andrieux est une voie de la commune française  de Reims, située au sein du département de la Marne, en région Grand Est.

## Situation et accès
La rue Andrieux dépend administrativement du quartier centre-ville, elle se nommait anciennement boulevard de Mars.

## Origine du nom
Elle porte ce nom depuis 1843 en hommage à Florent Simon Andrieux, négociant et ancien maire de la ville de Reims.

## Historique
La rue est située sur l’emplacement des remparts du IIIe siècle.
En 1855, Eugène Rœderer, M. de Bary et Mme Veuve Clicquot-Ponsardin prirent à leur charge, chacun pour un tiers, le pavage de la rue, de la rue Saint-Hilaire à la rue Linguet prolongée.

## Bâtiments remarquables et lieux de mémoire
La rue longe :
- les Halles du Boulingrin,
- n° 25 : hôtel particulier aux riches décors sculptés sur une petite cour d’honneur avec un jardin à l’arrière, est repris comme éléments de patrimoine d’intérêt local local[3].
- n° 18 : le lycée Jean-XXIII,
- n° 18 Bis : La Maison de Champagne Louis Roderer,
- n° 12 : le Temple protestant de Reims.

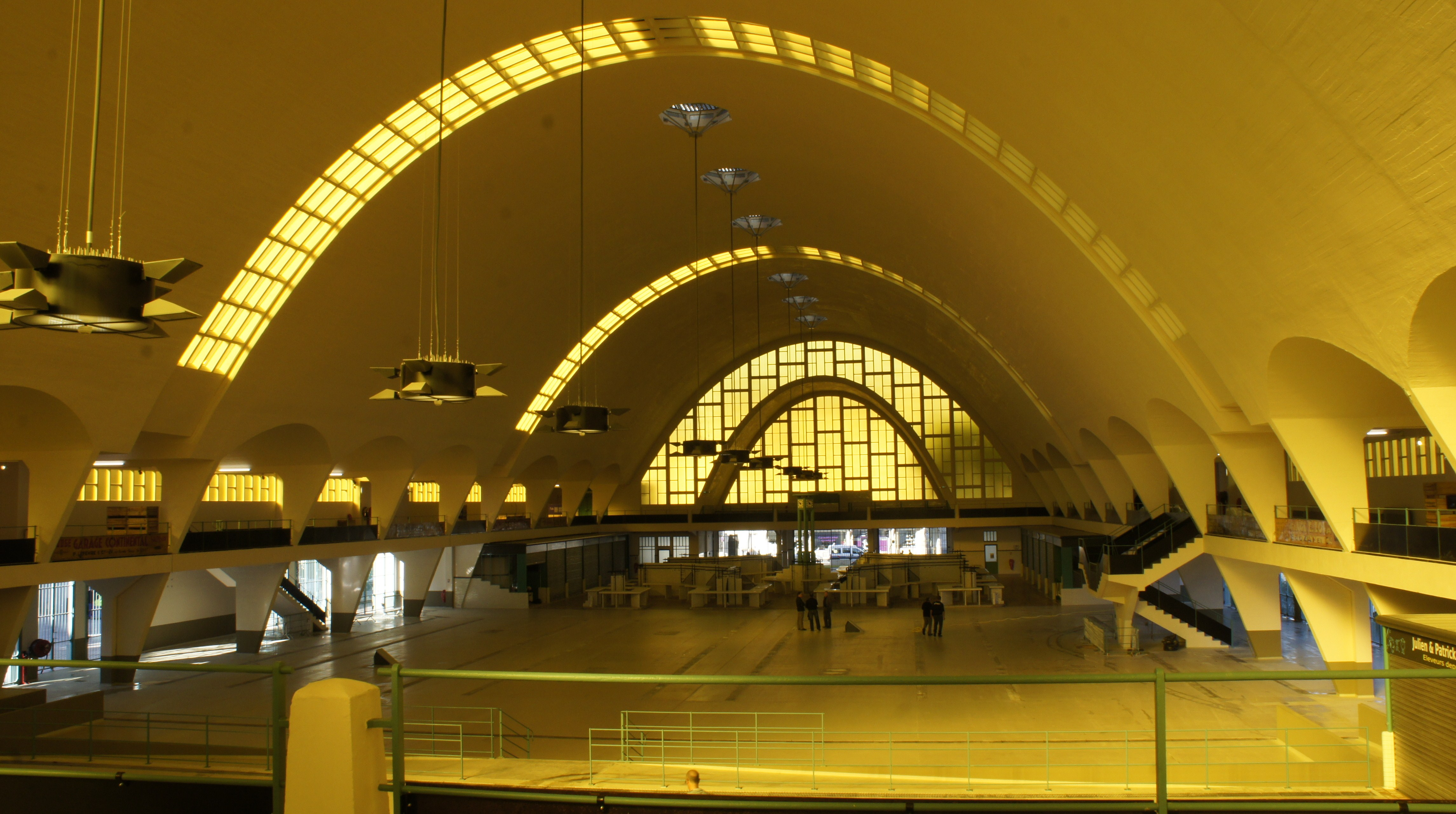
Halles du Boulingrin
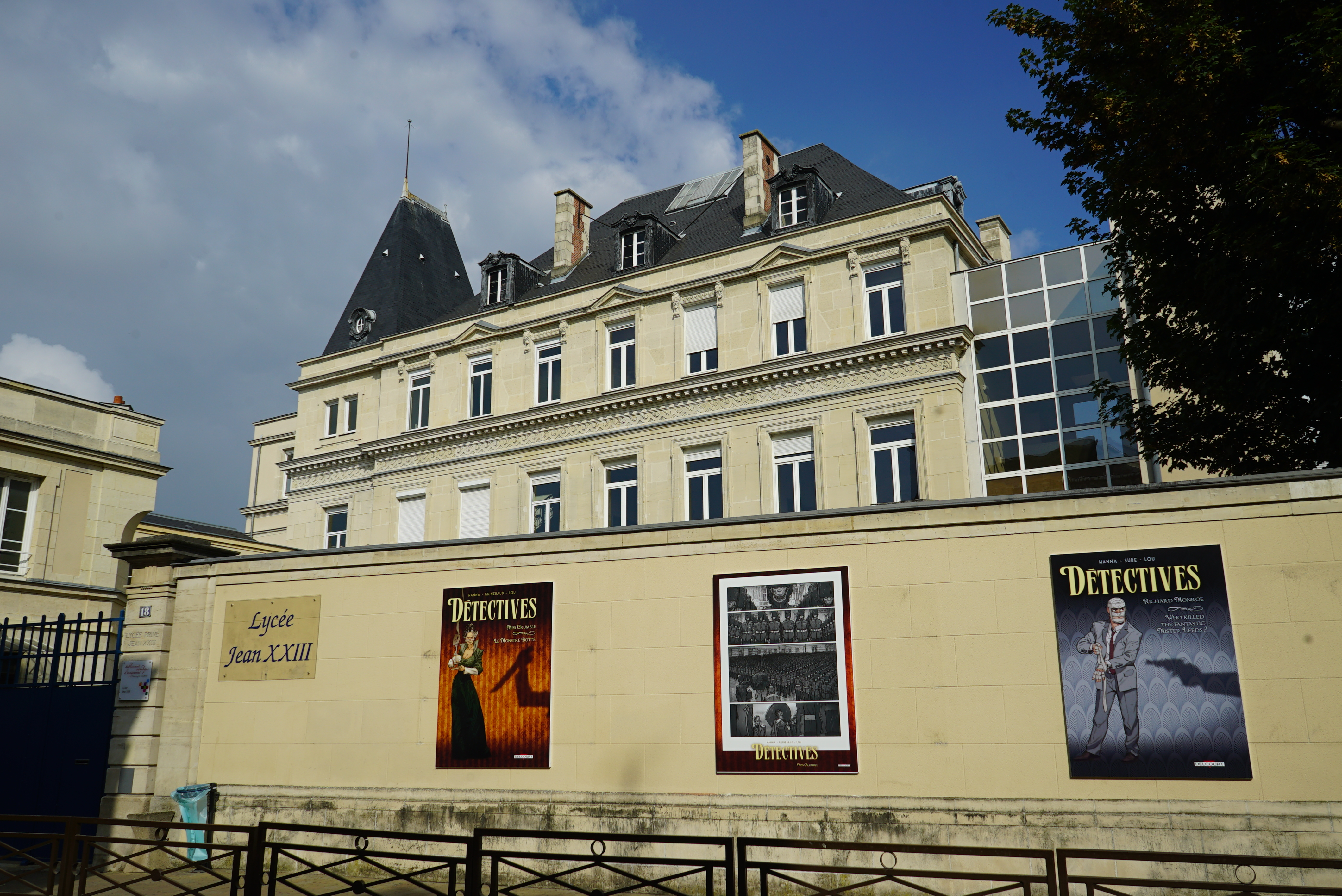
Le lycée.
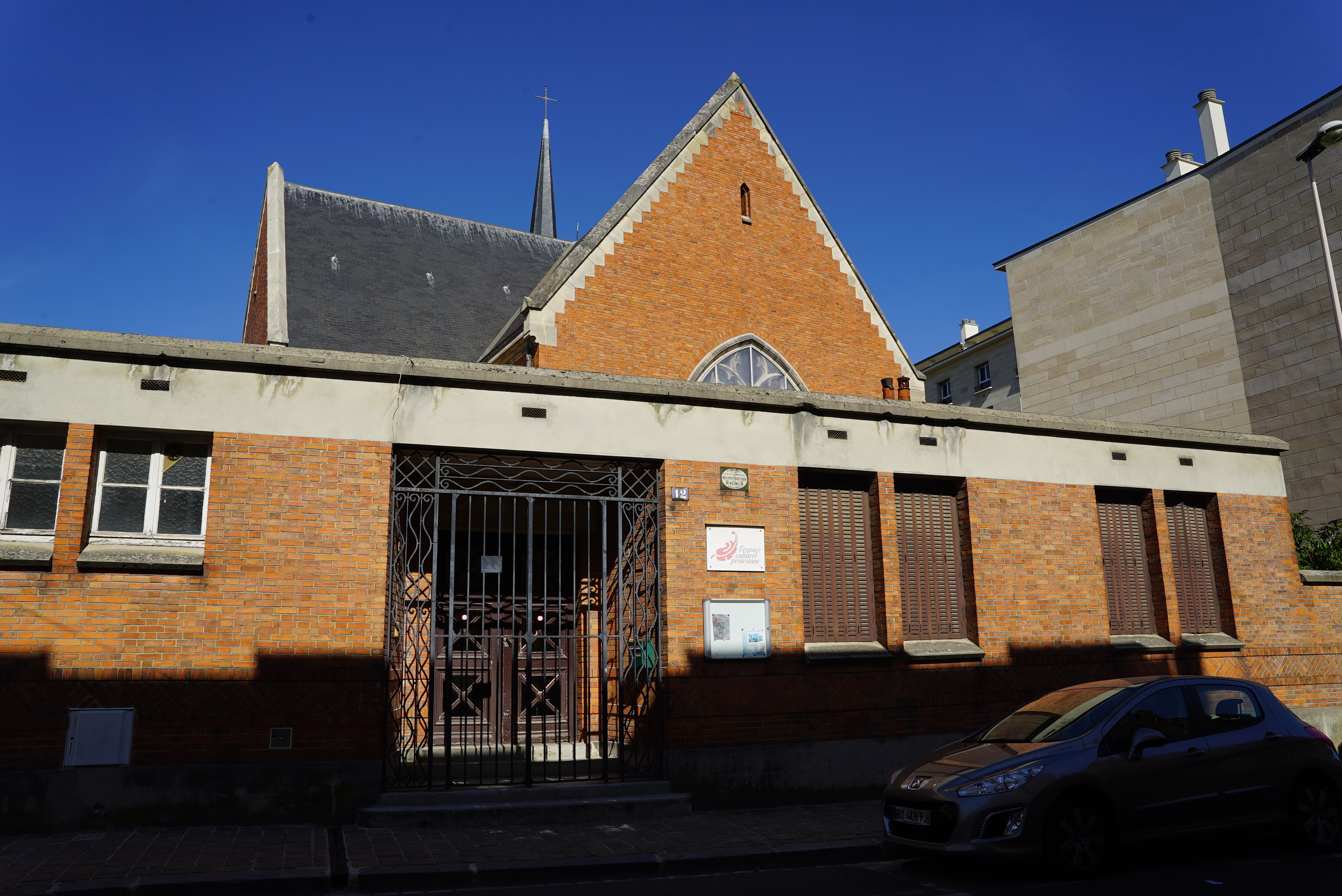
le Temple.